# Teucrium burmanicum
Teucrium burmanicum là một loài thực vật có hoa trong họ Hoa môi. Loài này được Mukerjee miêu tả khoa học đầu tiên năm 1938.